# Voyage de Milord Céton dans les sept planètes
Voyage de Milord Céton dans les sept planètes, ou Le nouveau Mentor est une utopie romanesque de Marie-Anne Robert publié en 1765. Sous la forme d'une littérature de voyage à travers le système solaire, ce roman aborde des thèmes féministes tout à fait novateurs.

## Résumé
Marie-Anne Robert décrit un voyage effectué par une héroïne, Monime, guidée par un génie nommé Zachiel. Ce voyage initiatique qui l'emmène dans l'espace visiter sept planètes est supposé lui enseigner les compétences dont elle a besoin pour son destin royal,.

## Analyse de l'œuvre
Ce roman, dont le titre fait référence à Fénelon, est un récit initiatique au cours duquel l'héroïne visite le système solaire. Elle y découvre des peuples qui caricaturent différents travers de l'humanité, tels que la frivolité, le goût de la guerre, celui de l'argent ou encore le culte de la science. Son voyage l'emmène jusqu'à Saturne où elle découvre une société idéale, travailleuse et bienveillante.
Guidée par des idées féministes, Marie-Anne Robert déplore l'ignorance féminine, à l'origine de la soumission des femmes dans la société. Elle décrit ainsi une société égalitaire établie sur Vénus, où l'éducation des femmes a permis à ces dernières d'occuper toutes les fonctions publiques sans distinction.
Au terme de son voyage, Monime, grandie par son expérience et sa sagesse, décide de rentrer sur Terre afin de récupérer le trône de son père. À rebours des penseurs contemporains, Marie-Anne Robert déclare ainsi que la femme est tout à fait l'égale de l'homme dans sa capacité à réaliser des hauts faits par sa volonté et son courage. L'émancipation des femmes devient non plus une idée obscure et culpabilisante, mais bien une force qui doit conduire à une société utopique.

## Éditions
Le roman est publié par les éditeurs Despilly, Duchesne, Cellot, Panckouke, Delalain et Saillant entre 1765 et 1766 en trois volumes, eux-mêmes divisés en sept parties.
Vingt ans plus tard, Charles Georges Thomas Garnier intègre Le Voyage de Milord Céton dans sa collection « Voyages imaginaires, songes, visions et romans cabalistiques » consacrée aux littératures de l'imaginaire. Le roman paraît ainsi en 1787 dans les tomes 17 et 18 de la collection.
Une édition critique est publiée par Huguette Krief en 2024 chez Classiques Garnier.